# 肉極道
『肉極道』（にくごくどう）は、原作：佐々木善章・作画：森尾正博による日本の漫画。『週刊漫画TIMES』（芳文社）にて、2017年3月17日号（3月3日発売）から2018年8月17日号（8月3日発売）まで連載。森尾正博の同誌での3作目の作品。原作担当の佐々木は本作で本誌初登場、同時に森尾は自身初のグルメ漫画でもある。本作ではさまざまな肉料理の紹介と、調理する上でのノウハウが描かれているが、作中で描かれたステーキ肉の焼き方を実践し、写真付きでTwitterに投稿したユーザーのツイートが大きな反響を呼んだ。

## あらすじ
亡くなった祖父の跡を継ぎ、肉料理食堂「あさくら」を独りで切り盛りすることになった浅倉まなび。だが料理の腕はイマイチで評判は悪く、売り上げもガタ落ちの一途を辿る日々を送っていた。
そんなある日のこと、その店にヤクザ風の男が入店。その男はまなびの料理の腕に不満が爆発し、あれやこれやの料理の指導を始める。まなびはその男に「肉極道」というあだ名をつけ、彼の言われるままに様々な肉料理を振舞ってはダメ出しをされる。

## 登場人物
浅倉まなび（あさくら まなび）
本作の主人公。
他界した祖父の跡を継ぎ、料理専門学校を中退して肉食堂「あさくら」を切り盛りする。「あさくら」は牛、豚、鶏、羊といった肉料理を中心とした食堂でメニューの数は豊富（注文が無く、まなびが調理したことのないメニューすらある）。
祖父の代はそれなりに繁盛していたが、まなびが引き継いでからは、半年ほど家賃を滞納しているような状態。
姉はパティシエールとしてケーキ店に勤務。
肉極道
「あさくら」に客として訪れる謎の男。本名は不明。夏でもダークスーツ姿にサングラスが特徴。
「肉極道」というのはまなびが心中で名づけたあだ名を指す。
食肉、肉料理に関する豊富な知識と鑑定眼を持っており、使用する肉の値段も見抜く。まなびの料理の不味さに怒り心頭に発し、様々なダメ出し、指導を行う。
埼玉さん(仮)
「あさくら」の客の1人。都内のアパレルに勤務する女性。酔って来店しては、出された料理の不味さに文句を言い、自分が埼玉県在住（さいたま市以外）なのを馬鹿にしていると泣き出す。
埼玉さんは、まなびが心中で名づけたあだ名。
上田
「あさくら」の客の1人。浪人、留年、休学を体験している大学2年生。チキン・ナゲットに並々ならぬこだわりがある。
山本
「あさくら」の近くにあるフランス料理レストランチェーン店「YAMAMOTO」の店長で料理人。

## 書誌情報
- 佐々木善章（原作）、森尾正博（作画） 『肉極道』 芳文社〈芳文社コミックス〉、全5巻
  1. 2017年9月15日発売、ISBN 978-4-8322-3568-7
  2. 2017年10月16日発売、ISBN 978-4-8322-3575-5
  3. 2018年2月16日発売、ISBN 978-4-8322-3596-0
  4. 2018年6月14日発売、ISBN 978-4-8322-3615-8
  5. 2018年10月16日発売、ISBN 978-4-8322-3635-6